# Har Bracha
Har Bracha ("de berg van de zegen") (Hebreeuws: הר ברכה ) is een Israëlische nederzetting gelegen op de zuidelijke rug van de berg Gerizim op een hoogte van 870 meter (2.850 voet) boven zeeniveau, in de bergen van Samaria, dicht bij de Palestijnse stad Nablus. Har Bracha is genoemd naar een van de twee bergen vermeld in het boek Deuteronomium waarop de helft van de twaalf stammen van Israël gingen om zegeningen uit te spreken. De nederzetting is georganiseerd als een gemeenschappelijke nederzetting en valt onder de jurisdictie van de Regionale raad van Shomron. In 2021 woonden er 3.062 inwoners.
Har Bracha is opgericht op 17 november 1982. In 1987 kwam een kern van orthodox-joodse families die de nederzetting oprichtten en vestigden. Na de oprichting van de nederzetting werd rabbijn Eliezer Melamed benoemd tot rabbijn van de nederzetting, de auteur van de serie halachische boeken "Pninei Halacha".
De nederzetting heeft een basisschool voor jongens en een basisschool voor meisjes, een religieuze middelbare school voor jongens en een religieuze middelbare school voor meisjes, en ook een "yeshiva hesder".
In 2011 kwam een grote groep evangelische christenen om te helpen met de oogst van de nabijgelegen wijngaarden, op initiatief en met goedkeuring van rabbijn Melamed, en sindsdien wonen ze op de westelijke heuvel van de nederzetting.
Na de bouw van een paar honderd particuliere huizen in Har Bracha, besloten de leden van de nederzetting te beginnen met de bouw van vier, vijf en zes verdiepingen tellende gebouwen. Dit besluit werd genomen om de prijzen van de appartementen te verlagen en jonge paren in staat te stellen huizen in het dorp te kopen. In het kader van de bouw werden in Har Bracha ook een jongensschool en een meisjesschool gebouwd, samen met elf kleuterscholen.